# Israël op het Eurovisiesongfestival 2022
Israël nam deel aan het Eurovisiesongfestival 2022 in Turijn, Italië. Het was de 45ste deelname van het land aan het Eurovisiesongfestival. KAN was verantwoordelijk voor de Israëlische bijdrage voor de editie van 2022. Michael Ben David slaagde er in Turijn niet in zich met het lied I.M. voor de finale te kwalificeren.

## Selectieprocedure

### X Factor Israël
De Israëlische kandidaat werd gekozen via de voorronde van The X Factor Israel. In de liveshows streden 16 kandidaten. In de finale op 5 februari 2022 stonden uiteindelijk vier kandidaten, die elk twee nummers toegewezen hadden. 
Hoewel de jury's voor Eli Huli waren met het nummer Blinded Dreams, koos het publiek overtuigend voor Michael Ben David. De zanger won zo met één punt verschil de voorronde. 

## In Turijn
Israël trad aan in de tweede halve finale op 12 mei 2022. Michael Ben David trad aan als tweede kandidaat, traditioneel één van de moeilijkste posities om je te kwalificeren voor de finale. Het lukte de zanger uiteindelijk niet om bij de eerste 10 te geraken. Later bleek dat het land 13de eindigde met 61 punten, waarvan 27 van de televoters, en 34 van de professionele jury's. 
1973 · 1974 · 1975 · 1976 · 1977 · 1978 · 1979 · 1980 · 1981 · 1982 · 1983 · 1984 · 1985 · 1986 · 1987 · 1988 · 1989 · 1990 · 1991 · 1992 · 1993 · 1994 · 1995 · 1996-1997 · 1998 · 1999 · 2000 · 2001 · 2002 · 2003 · 2004 · 2005 · 2006 · 2007 · 2008 · 2009 · 2010 · 2011 · 2012 · 2013 · 2014 · 2015 · 2016 · 2017 · 2018 · 2019 · 2020 · 2021 · 2022 · 2023 · 2024 · 2025
Albanië · Armenië · Australië · Azerbeidzjan · België · Bulgarije · Cyprus · Denemarken · Duitsland · Estland · Finland · Frankrijk · Georgië · Griekenland · Ierland · IJsland · Israël · Italië · Kroatië · Letland · Litouwen · Malta · Moldavië · Montenegro · Nederland · Noord-Macedonië · Noorwegen · Oekraïne · Oostenrijk · Polen · Portugal · Roemenië · San Marino · Servië · Slovenië · Spanje · Tsjechië · Verenigd Koninkrijk · Zweden · Zwitserland